# Crowcombe
Crowcombe är en ort och civil parish i Storbritannien.   Den ligger i grevskapet Somerset och riksdelen England, i den södra delen av landet, 220 km väster om huvudstaden London. Crowcombe ligger 137 meter över havet och antalet invånare är 489.
Terrängen runt Crowcombe är huvudsakligen kuperad, men söderut är den platt. Runt Crowcombe är det ganska tätbefolkat, med 222 invånare per kvadratkilometer. Närmaste större samhälle är Taunton, 15,2 km sydost om Crowcombe. Trakten runt Crowcombe består i huvudsak av gräsmarker.